# فنسنت ماكبرايد
فنسنت ماكبرايد (بالإنجليزية: Vincent McBride)‏ هو لاعب كرة قدم بريطاني في مركز حراسة المرمى، ولد في 21 يناير 1934 في ستاليبريدج ‏ في المملكة المتحدة، وتوفي في 2005 في تشيشير في المملكة المتحدة. لعب مع أستون فيلا وأشتون يونايتد ونادي ريل ونادي مانسفيلد تاون ونادي والسول.